# Welcome to the Jungle (film, 2013)
Pour les articles homonymes, voir Welcome to the Jungle.
Pour plus de détails, voir Fiche technique et Distribution.
Welcome to the Jungle est un film américano-britannique réalisé par Rob Meltzer, sorti en 2013.

## Synopsis
Des employés d'une entreprise de design participent à un séminaire de deux jours sur une île sauvage. Le groupe comprend Chris, un employé de bureau doux et ancien scout, Phil, un tyran manipulateur qui vole ses idées, Lisa, la jolie responsable des ressources humaines dont Chris est amoureux et Jared, un fainéant sarcastique. Cependant, lorsque le pilote de l'avion est retrouvé mort et que Storm, un ancien militaire, est mutilé par un tigre et laissé pour mort, les employés de bureau doivent se débrouiller seuls.
Phil essaie d'assumer le leadership, mais le groupe vote pour Chris, qui montre ses capacités à survivre en territoire hostile. Phil veut immédiatement sacrifier Javier pour qu'ils puissent le manger. Il trouve du café et ajoute une herbe hallucinogène qui provoque une orgie parmi certains de ses collègues. Ils se sont séparés en deux équipes. L'équipe de Chris se compose de Lisa, Jared et Brenda. Phil nourrit son équipe d'herbes plus psychédéliques et s'érige en Dieu. L'équipe de Chris, qui ont retrouvé Storm, blessé mais vivant, trouve un bâtiment abandonné avec des fournitures et met au point un plan visant à récupérer et réparer une radio se trouvant dans le cockpit de l'avion. L'équipe de Chris est capturée par le groupe de Phil, et Chris affronte Phil en prétendant être un meilleur Dieu que lui, les deux hommes se battent et Chris parvient à prendre le dessus. Alors que Phil s'apprête à s'en prendre à Chris, qui s'apprête à tirer une fusée de détresse récupérée par Lisa, Storm débarque et frappe Phil. Avec la fusée de détresse, Chris brûle la statue de Phil.
Un des employés voit un navire à la mer, tandis que Chris et ses collègues se mettent sur la plage en faisant des signes. Ayant aperçu la fumée, le navire fait demi-tour et sauve Chris et les autres, à l'exception de Phil qui est laissé tout seul sur l'île. Storm est arrêté pour se faire passer pour un marin. De retour à l'entreprise, Chris obtient le travail de Phil, mais préfère donner sa démission, emmenant Lisa avec lui, cette dernière quittant également son travail. Il est également révélé que Jared sort maintenant avec Brenda.

## Fiche technique
- Titre original : Welcome to the Jungle
- Titre québécois : Bienvenue dans la jungle
- Réalisation : Rob Meltzer
- Scénario : Jeff Kauffmann
- Musique : Karl Preusser
- Photographie : Eric Haase
- Montage : Harry Yoon
- Décors : Leslie Keel
- Costumes : Anita Ramirez
- Direction artistique : Mailara Santana
- Production : Justin Kanew, Luillo Ruiz

Coproducteur : Rob Meltzer
- Sociétés de production : Pimienta, Stun Creative, Private Island Trax et The Salt Company International
- Distribution :  Universal Pictures International Entertainment,  E1 Entertainment
- Genre : comédie, action / aventures
- Durée : 94 minutes
- Pays d'origine :  États-Unis,  Royaume-Uni,  Porto Rico
- Langue originale : anglais
- Budget : 3,5 millions de dollars[1]
- Format : couleur – 2,35:1
- Dates de sortie[2] :

 États-Unis : 27 avril 2013 (Festival international du film de Newport Beach)
 Allemagne : 22 août 2013 (Fantasy Filmfest)
 États-Unis : 7 février 2014 (sortie limitée)
 France : 25 mars 2014 (en vidéo)

## Distribution
- Jean-Claude Van Damme (VF : Patrice Baudrier) : Storm Rothchild
- Adam Brody (VF : Donald Reignoux) : Chris
- Megan Boone (VF : Julie Turin) : Lisa
- Kristen Schaal (VF : Sophie Froissard) : Brenda
- Dennis Haysbert (VF : Paul Borne) : M. Crawford
- Bianca Bree (VF : Olivia Luccioni) : Ashley
- Rob Huebel (VF : Cyrille Artaux) : Phil
- Eric Edelstein (VF : Jérôme Pauwels) : Jared
- Aaron Takahashi (VF : Lionel Henry) : Troy
- Robert Peters (VF : Stéphane Bazin) : Dale
- Brian Tester : Senior Naval Officer
- Michael J. Morris : Michael
- Mark Sherman : Sailor Bob
- Stephanie Lopez : Stephanie
- Zev Glassenberg : Luther The Intern
- Kristopher Van Varenberg : Brett
- Carlos Marin : team member (non crédité)

Source et légende : Version française (VF) selon le carton du doublage français télévisuel.

## Accueil

### Réception critique
Welcome to the Jungle rencontre un accueil négatif lors de sa sortie : 25 % des huit critiques collectés par le site Rotten Tomatoes sont favorables, ce qui lui vaut d'obtenir une moyenne de 4,3⁄10, tandis que le site Metacritic lui attribue un score de 25⁄100 pour 7 critiques.

### Box-office
Le long-métrage est sorti en exploitation limitée le 7 février 2014 aux États-Unis, où les recettes engrangées ne sont pas connues, avant de connaître une sortie en DVD et Blu-ray un mois plus tard, 
engrangeant 230 851 $ de recettes sur le marché de la vidéo.